# 安藤真裕
安藤真裕（1967年9月1日—），北海道出身，為日本動畫導演、原畫、分鏡、演出家。多以動作片演出活躍為主。
1986年－1991年隸屬於「あんなぷる」，出崎統和杉野昭夫於1980年創立的動畫製作公司。後來恢復自由身。1992年後，主要參與Production I.G和BONES兩間動畫製作公司的活動為主。最近幾年以P.A. Works公司的活動為主。

## 來歷
日本動畫界25年老資歷，著名動畫導演。擔任幕後動作的原畫、分鏡。作畫以對小事物嚴謹且細膩的態度而聞名。日本動畫演出家中，專長於格鬥或武打的動作形式作為個人表現風格，格鬥肢體動作表現以「力道」與「速度」有著傑出的展現。經常在戰鬥時所產生的血水、汗水、口水的鏡頭，作畫迷稱之為「安藤汁」。
擅長模擬實拍電影鏡頭，作畫風格為中規中距傳統形式的動畫人。功底厚，人脈廣，動畫人中村豊、岡村天齋、皆是工作圈子熟識的友人。90年代和P.A. Works社長堀川憲司為友人關係。擔任劇場版動畫《異邦人 無皇刃譚》以後，接下P.A. Works堀川社長委任的《CANAAN》電視劇動畫拍攝。
2007年首部執導的作品《異邦人 無皇刃譚》為BONES公司繼醞釀四年的劇場版動畫，力邀了日本知名動畫社參與，凝聚最強製作陣容面向全世界呈上，面對多位知名動畫工作人員共同參事，安藤表示：『感謝此次能和日本最高的製作組同仁一起工作，實在是太棒了。』
作為以非流行路線的武士道時代劇《異邦人 無皇刃譚》在動作場面上的流暢作畫品質處理驚人，將傳統2D武打發揮了一個極致，上映後受到動畫大師押井守、庵野秀明，大友克洋，今敏，西尾鐵也、水島精二、神山健治、原恵一等業界好評，使BONES在國際上成為首部獲獎的動畫。
根據《好萊塢記者報》的報導，第81屆「奧斯卡金像獎」長篇最佳動畫賞分別由押井守監督的《空中殺手》和安藤真裕監督的《異邦人 無皇刃譚》兩部劇場版動畫獲得初選，不過兩部最後並沒有得獎。除了奧斯卡最佳長篇動畫提名，也獲得第11屆「Future Film Festival」（意大利未來電影節）審査員特別賞的受獎、「Asia Pacific Screen Awards」（亞太電影獎）第02屆提名了最佳長篇動畫賞，繼宮崎駿、加藤久仁生、今敏、庵野秀明、押井守、大友克洋、富野由悠季、等人後，成為西方動畫界享有一定國際讚譽的日本動畫人。
2014年，SF槍戰動作動畫《Under the dog》，其預告片被上傳到眾籌網站「Kickstarter」，官方宣稱啟動項目，預計募集資金目標為58萬美元。2014年9月7日晚間，石井二郎在他的推特上宣佈目標已經達標，成功募集878028美元，比預計高出29萬美元。原創動畫《Under the dog》OVA版，時間長度24分鐘，預計2016年8月1日完成，安藤真裕擔任動畫監督。繼2009年動畫《CANAAN》之後，安藤真裕和石井二郎兩人再度聯手合作動畫。

## 主要參與的作品

### 電視版、網絡版、OVA版動畫
- 新・破裏拳ポリマー 分鏡．作畫監督．原畫．OP:一人原畫
- 魔術師歐菲 演出・作畫監督  OP1 OP2
- 華星夜曲 原畫  1話 2話 3話 4話
- 網球甜心2 原畫 OVA
- Ｂ・Ｂ 原畫  1話 2話 3話
- YAWARA 原畫  14話 16話
- JoJo的奇妙冒險 13話(舊6話) 原畫
- 爆炎學園 原畫　1話　4話
- GATCHAMAN 原畫  1話
- 夢幻遊戲 原畫 40話
- VR快打 原畫　25話
- 攻殻機動隊 STAND ALONE COMPLEX 分鏡・原畫 19話
- 攻殻機動隊 S.A.C. 2nd GIG 分鏡 2話
- 新世紀福音戰士 原畫 18話
- 鋼之鍊金術師 分鏡・演出 13話 21話 27話 35話 43話 50話 OP3　第二原畫 51話
- 鋼之鍊金術師 Premium Collection ～国家錬金術師VS七大ホムンクルス～ 分鏡．演出．原畫
- 鋼之鍊金術師 FULLMETAL ALCHEMIST 分鏡　52話、話
- 狂野歷險 2nd Ignition（PS） OP　分鏡　演出　原畫
- 怪獸農場 OP1　作畫監督(佐々木葵と共同)
- 徽章戰士（2000年） 分鏡 22話 29話 43話 49話．演出 49話．4話 29話 35話 52話 OP
- 狂野歷險 Twilight Venom (1999~2000) OP 作畫監督
- 魔靈公主（1996~1998） 原畫OVA　3話　6話
- SCANDAL（PS2） 原畫
- 帝皇戰紀（2002年） 原畫　26話
- 狼雨 分鏡 4話　分鏡・演出 12話 22話 27話　演出 24話
- 廢棄公主 OP原畫
- 網球王子 分鏡・演出 OP7
- 翼神世音 分鏡・演出 2話 10話 14話 23話．分鏡 20話
- 武器種族傳說 分鏡 20話
- 御伽草子 分鏡 25話
- 交響詩篇 原畫 OP2
- Deltora Quest 分鏡　51話
- RD 潛腦調查室 分鏡　15話
- true tears 分鏡・演出　4話　7話　演出　12話
- CANAAN 監督・分鏡　1話　2話　4話　6話　11話　12話　13話．演出　1話　13話（共同）
- HEROMAN 分鏡　4話
- 花開物語 (2011年)監督
- 絕園的暴風雨 (2012年)監督
- WIZARD BARRISTERS～弁魔士賽希爾 （2014年） 分鏡 11話（崩壞注意）
- 赤髮白雪姬 (2015年)監督
- UNDER THE DOG (2016年)監督
- 天狼 Sirius the Jaeger(2018年)監督
- 騷亂時節的少女們（2019年）監督（與塚田拓郎共同擔當）
- 時光巡邏隊（2024年）監督

### 劇場版動畫（括號內為日本公映的日期）
- 魯邦三世 海明威手稿之謎（1990年7月20日）原畫
- 機動警察 the Movie 2（1993年8月7日）原畫
- 秀逗魔導士（1995年8月5日）原畫
- GHOST IN THE SHELL / 攻壳机动队（1995年11月18日）原畫
- 回憶三部曲/她的回憶（1995年上映）原畫
- 怪醫黑傑克（1996年11月30日）原畫
- 新世紀福音戰士 THE END OF EVANGELION（1997年7月19日）原畫
- 秋葉原電腦組 2011年的暑假（1999年8月14日）原畫
- 人狼 JIN-ROH（2000年6月3日）原畫
- 星際牛仔：天國之門（2001年9月1日）作畫監督協力．原畫
- 大都會（2001年5月26日）原畫
- 異邦人 無皇刃譚（2007年9月29日）監督．分鏡．演出・作畫監督
- 劇場版 鋼之鍊金術師 香巴拉的征服者（2005年7月23日）分鏡
- 蠟筆小新：不理不理王國的秘寶（1994年4月23日）原畫
- 蠟筆小新：雲黑齋的野心（1995年4月15日）原畫
- 蠟筆小新：奇異樂園大冒險（1996年4月13日）原畫
- 蠟筆小新：黑暗珠珠大追擊（1997年4月19日）原畫
- 蠟筆小新：電擊！豬蹄大作戰（1998年4月18日）原畫
- 蠟筆小新：爆發！溫泉激烈大決戰（1999年4月17日）原畫
- 蠟筆小新：呼風喚雨！森林裡的暴風雨（2000年4月22日）原畫
- スライム冒険記 ～海だ、イエー～（1999年7月30日）原畫
- 花开伊吕波 HOME SWEET HOME（2013年3月9日）監督．分鏡

## 外部連結
- （日語） 異邦人 無皇刃譚官方網頁。 （页面存档备份，存于）
- （日語） 安藤真裕小辭典（作画@wiki） （页面存档备份，存于）
- （日語） 義大利．波隆那（Bologna）所召開的第11屆Future Film Festival受邀情況。[永久]
- （日語） 澳大利亞．昆世蘭州所召開的第2屆Asia Pacific Screen Awards受邀情況。[永久]
- （日語） アニメ！アニメ！安藤真裕專訪。